# Europastraße 59
Die Europastraße 59 (kurz: E 59) ist eine von Norden nach Süden verlaufende Europastraße. Sie führt von Jihlava in Tschechien über Wien, Graz und Maribor nach Zagreb.

## Beschreibung des Verlaufes

### Tschechien

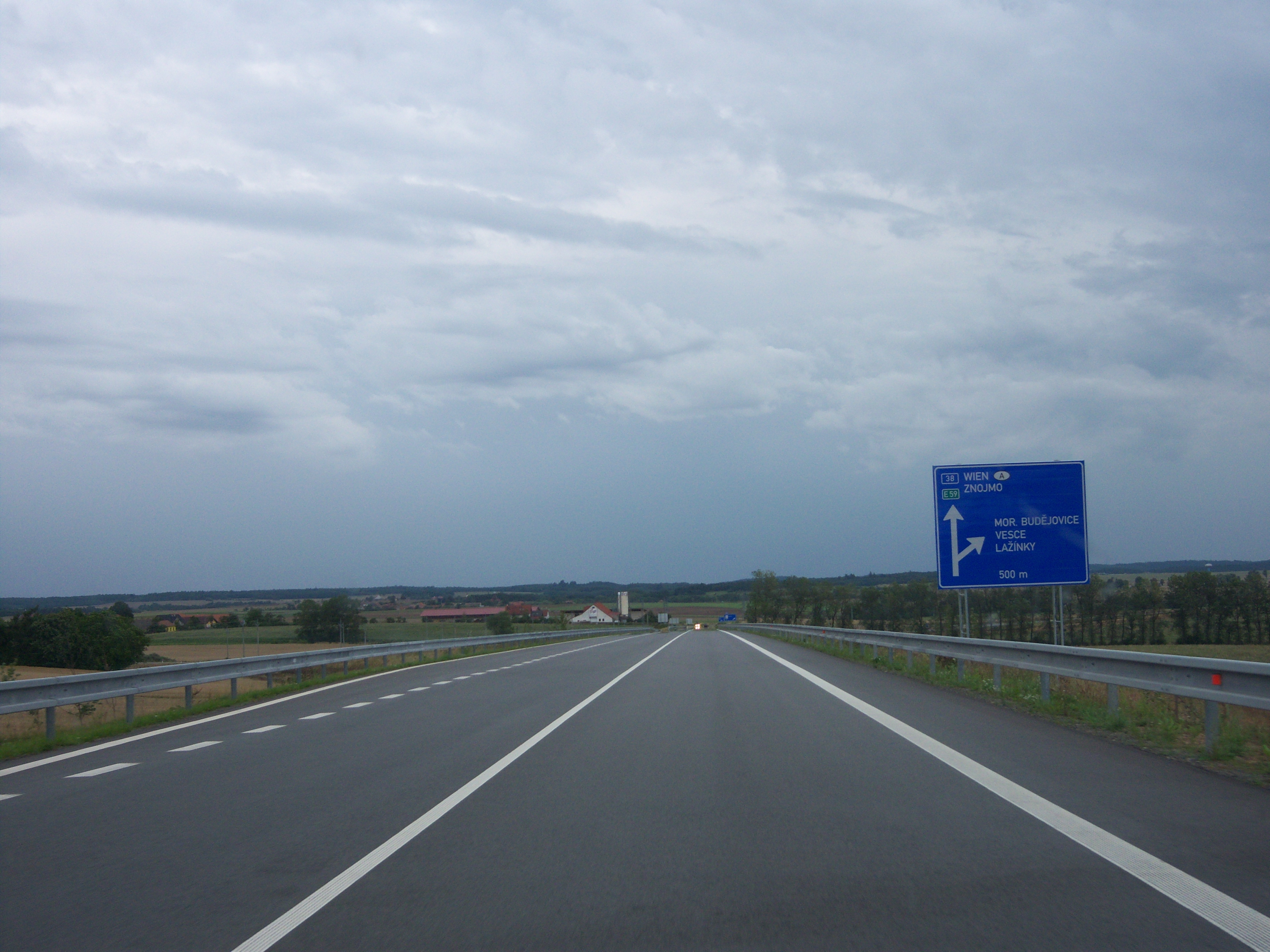
Die E 59 (Silnice I/38) bei Moravské Budějovice

Die Strecke beginnt bei Jihlava an der Anschlussstelle mit der Autobahn D1 (E50/E65) und folgt dem Verlauf der Silnice I/38 über Moravské Budějovice und Znojmo bis zur Staatsgrenze mit Österreich bei Hatě. Der tschechische Abschnitt wird mit umfangreichen Maßnahmen zu einer Schnellstraße aufgewertet und steht damit in Konkurrenz zum Ausbau der Dálnice 52 Brünn-Staatsgrenze Österreich und dem dort geplanten Weiterbau zur A5.

### Österreich

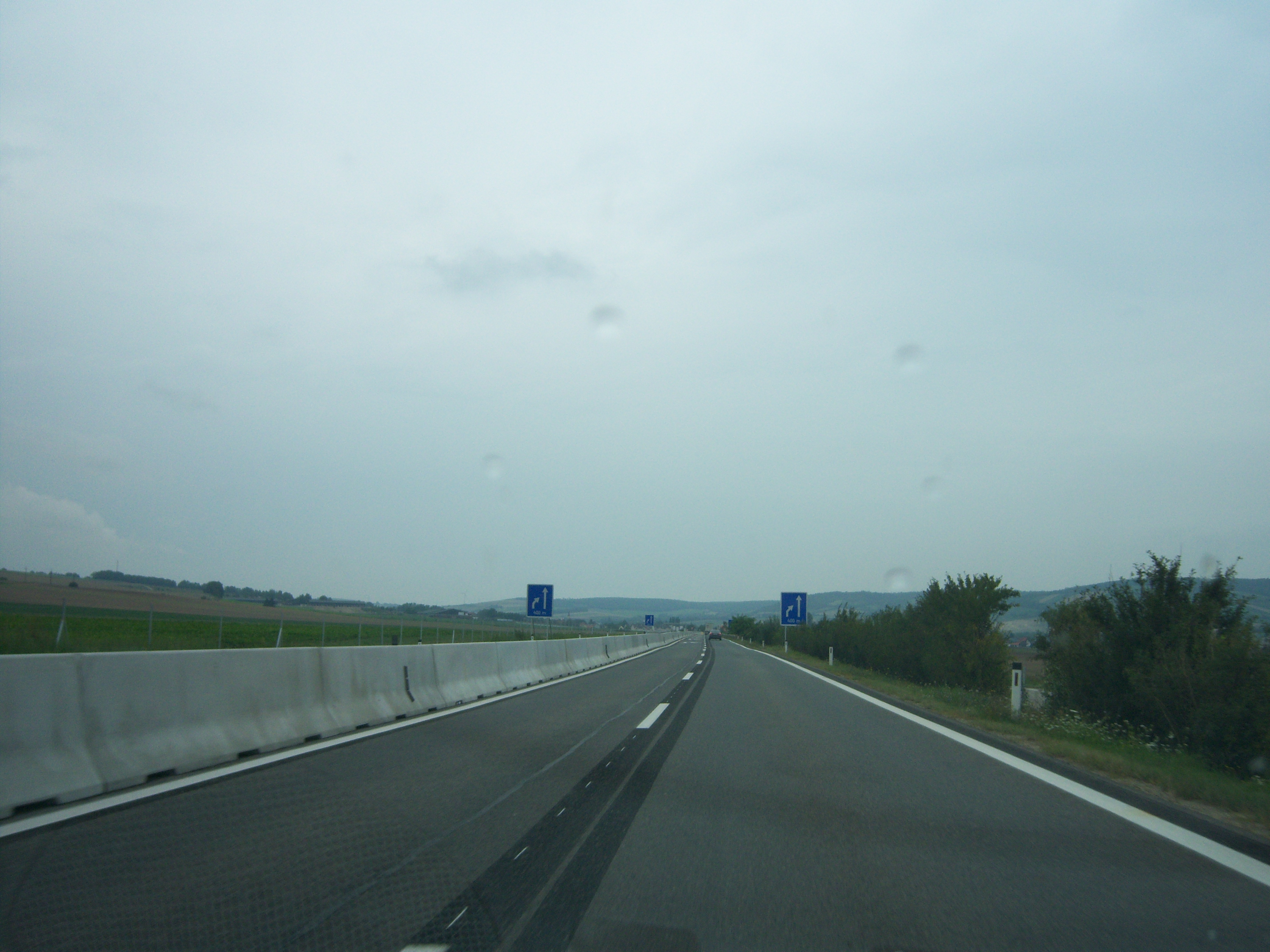
Die Weinviertler Schnellstraße bei Göllersdorf

Im Anschluss führt die E59 von der Grenze bei Kleinhaugsdorf über die Weinviertler Straße B303 und die Weinviertler Schnellstraße S3 über Hollabrunn bis nach Stockerau. Ab hier verläuft sie gemeinsam mit der E49 entlang der Donauufer Autobahn A22 bis zum Knoten Wien-Kaisermühlen. Es folgt die Strecke auf der Wiener Südosttangente A23 bis zum Übergang auf die Süd Autobahn A2 beim Knoten Wien-Inzersdorf. Dieser folgt die E59 bis zum Knoten Graz-West, wo sie auf die Pyhrn Autobahn A9 wechselt und gemeinsam mit der E57 bis zum Grenzübergang Spielfeld führt.

### Slowenien

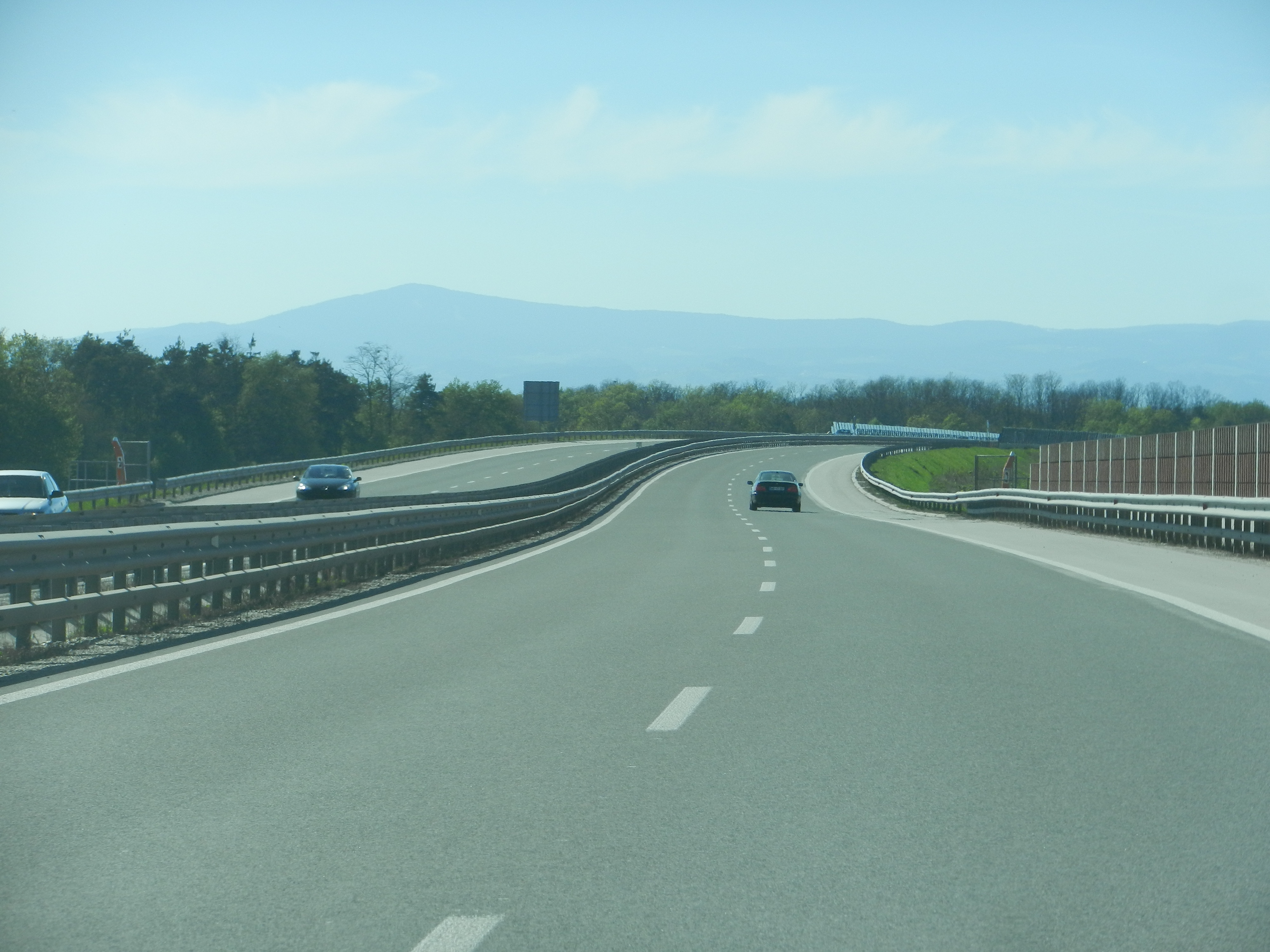
Die Avtocesta A4 bei Draženci

Auf slowenischer Seite folgt die Europastraße dem Verlauf der Avtocesta A1 bis zum Knoten Slivnica südlich von Maribor, und dann der Avtocesta A4 bis Draženci. Ein Weiterbau der A4 bis zur kroatischen Grenze wurde 2018 eröffnet. Bis dahin führte die E 59 über die Straße 9.

### Kroatien

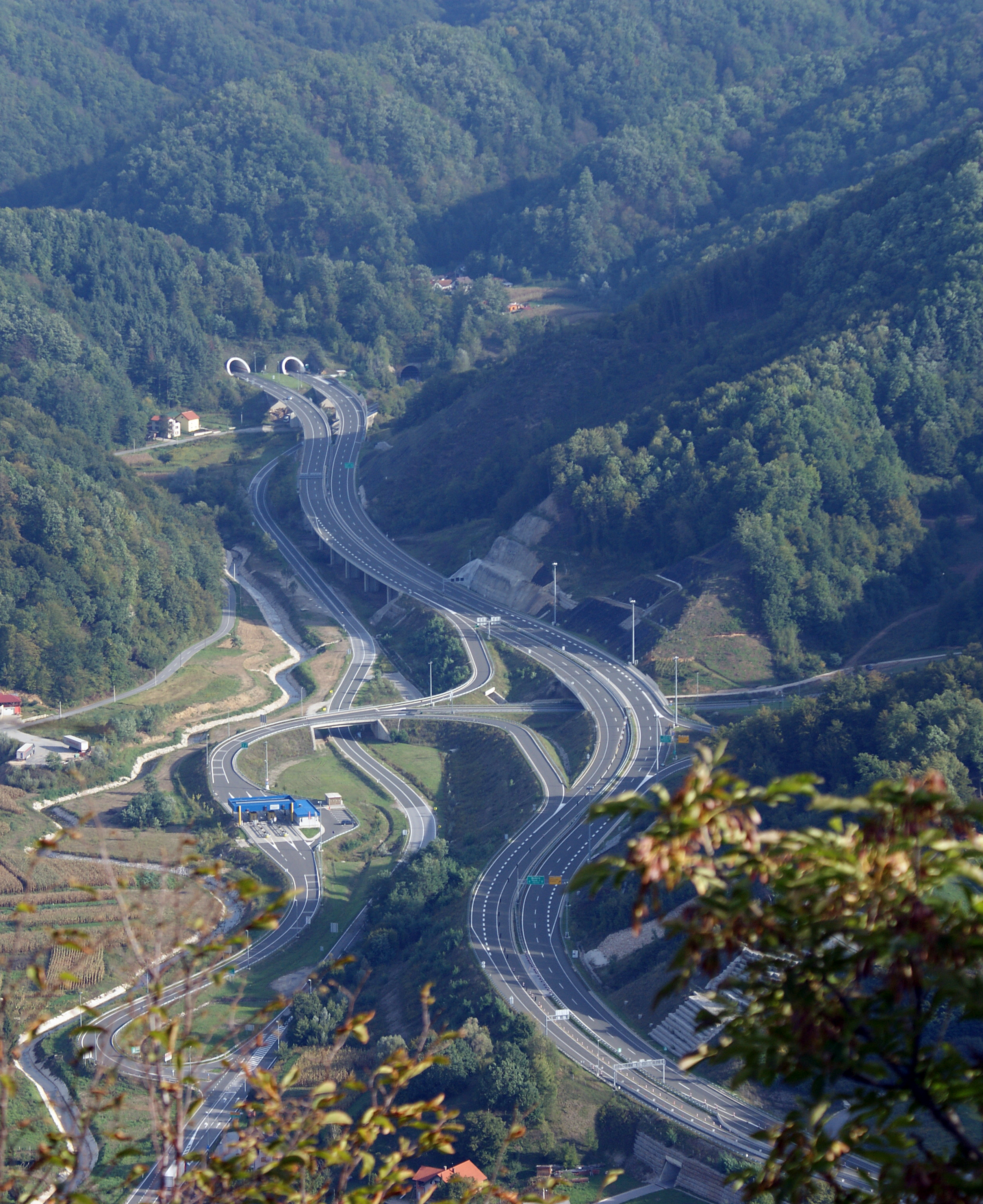
Die Autocesta A2 bei Đurmanec

Die E59 führt hier über die Autobahn Autocesta A2 bis zum Knoten Jankomir bei Zagreb, wo sie an der Kreuzung mit der Autocesta A3 (E 70) endet.